# Nudaria margaritacea
Nudaria margaritacea là một loài bướm đêm thuộc phân họ Arctiinae, họ Erebidae.